# Кларк (округ, Арканзас)
Шаблон:StateAbbr_ 34°05′20″ пн. ш. 93°09′50″ зх. д. / 34.088888888889° пн. ш. 93.163888888889° зх. д.
Округ Кларк (англ. Clark County) — округ (графство) у штаті Арканзас. Ідентифікатор округу 05019.

## Історія
Округ утворений 1818 року.

## Демографія
За даними перепису
2000 року
загальне населення округу становило 23546 осіб, зокрема міського населення було 10565, а сільського — 12981.
Серед мешканців округу чоловіків було 11326, а жінок — 12220. В окрузі було 8912 домогосподарства, 5820 родин, які мешкали в 10166 будинках.
Середній розмір родини становив 2,91.
Віковий розподіл населення поданий у таблиці:
| Стать    | До 15 років | 15-21 | 22-29 | 30-39 | 40-49 | 50-65 | 65-85 | Понад 85 |
| -------- | ----------- | ----- | ----- | ----- | ----- | ----- | ----- | -------- |
| Чоловіки | 2179        | 1989  | 1529  | 1266  | 1405  | 1592  | 1219  | 147      |
| Жінки    | 2024        | 2185  | 1370  | 1386  | 1459  | 1729  | 1722  | 345      |

## Суміжні округи
- Гот-Спрінгс — північний схід
- Даллас — схід
- Вошіта — південний схід
- Невада — південний захід
- Пайк — захід
- Монтгомері — північний захід

## Виноски
1. ↑  U.S. Decennial Census. United States Census Bureau. Архів оригіналу за 26 лютого 2013. Процитовано 25 серпня 2015.
2. ↑  Historical Census Browser. University of Virginia Library. Архів оригіналу за 11 Серпня 2012. Процитовано 25 серпня 2015.
3. ↑  Forstall, Richard L., ред. (27 березня 1995). Population of Counties by Decennial Census: 1900 to 1990. United States Census Bureau. Архів оригіналу за 24 Вересня 2015. Процитовано 25 серпня 2015.
4. ↑  Census 2000 PHC-T-4. Ranking Tables for Counties: 1990 and 2000 (PDF). United States Census Bureau. 2 квітня 2001. Архів оригіналу (PDF) за 18 Грудня 2014. Процитовано 25 серпня 2015.
5. ↑  State & County QuickFacts. United States Census Bureau. Архів оригіналу за 8 липня 2011. Процитовано 20 травня 2014.(англ.) Наведено за англійською вікіпедією.
6. ↑  American FactFinder. Бюро перепису населення США. Архів оригіналу за 29 липня 2011. Процитовано 31 січня 2008.

| США | Це незавершена стаття з географії США. Ви можете допомогти проєкту, виправивши або дописавши її. |